# Tân Thành, Hoa Lư
Tân Thành là một phường thuộc thành phố Hoa Lư, tỉnh Ninh Bình, Việt Nam.

## Địa lý
Phường Tân Thành nằm ở trung tâm thành phố Hoa Lư, có vị trí địa lý:
- Phía đông giáp phường Đông Thành
- Phía nam giáp phường Vân Giang
- Phía tây giáp xã Ninh Nhất
- Phía bắc giáp phường Ninh Khánh.

Phường Tân Thành có diện tích là 1,75 km², dân số năm 2023 là 10.861 người, mật độ dân số đạt 6.206 người/km².
Phường có tuyến Quốc lộ 1 xuyên Việt đi qua.

## Hành chính
Phường Tân Thành được chia thành 14 tổ dân phố: Bắc Thành, Đẩu Long, Khánh Thành, Khánh Trung, Kỳ Lân, Nhật Tân, Phúc Tân, Tân An, Tân Khang, Tân Quý, Tân Thịnh, Tân Trung, Tân Văn, Trung Nhì.

## Lịch sử
Ngày 9 tháng 4 năm 1981, Hội đồng Chính phủ ban hành Quyết định số 151-CP về việc thành lập phường Lương Văn Tụy thuộc thị xã Ninh Bình trên cơ sở tách một phần diện tích và nhân khẩu của thị trấn Ninh Bình cũ thuộc huyện Hoa Lư.
Ngày 17 tháng 12 năm 1982, Hội đồng Bộ trưởng ban hành Quyết định số 200-HĐBT về việc tách xã Ninh Thành của huyện Hoa Lư (trừ 20 hécta đất của thôn Phúc Ám) để sáp nhập vào thị xã Ninh Bình quản lý.
Ngày 26 tháng 12 năm 1991, Quốc hội ban hành Nghị quyết về việc chia tỉnh Hà Nam Ninh thành tỉnh Nam Hà và tỉnh Ninh Bình. Khi đó, phường Lương Văn Tụy, xã Ninh Thành thuộc thị xã Ninh Bình, tỉnh Ninh Bình.
Ngày 2 tháng 11 năm 1996, Chính phủ ban hành Nghị định số 69-CP (nghị định có hiệu lực từ ngày 1 tháng 1 năm 1997) về việc:
- Sáp nhập 29,97 ha diện tích tự nhiên và 855 nhân khẩu của xã Ninh Khánh thuộc huyện Hoa Lư vào thị xã Ninh Bình quản lý.
- Thành lập phường Tân Thành trên cơ sở 123,05 ha diện tích tự nhiên và 3.058 nhân khẩu của xã Ninh Thành; 9 ha diện tích tự nhiên và 994 nhân khẩu của phường Lương Văn Tuỵ; 23,47 ha diện tích tự nhiên và 849 nhân khẩu của một phần xã Ninh Khánh.

Phường Tân Thành có diện tích tự nhiên 155,52 ha và 4.901 nhân khẩu.
Ngày 7 tháng 2 năm 2007, Chính phủ ban hành Nghị định số 19/2007/NĐ-CP về việc thành lập thành phố Ninh Bình thuộc tỉnh Ninh Bình. Phường Tân Thành trực thuộc thành phố Ninh Bình.
Ngày 16 tháng 7 năm 2014, HĐND tỉnh Ninh Bình ban hành Nghị quyết số 08/NQ-HĐND về việc:
- Thành lập tổ dân phố Tân An trên cơ sở một phần của các tổ dân phố Bắc Thành và Kỳ Lân.
- Thành lập tổ dân phố Tân Thịnh trên cơ sở một phần của tổ dân phố Đẩu Long.

Ngày 10 tháng 12 năm 2024, Ủy ban Thường vụ Quốc hội ban hành Nghị quyết số 1318/NQ-UBTVQH15 về việc sắp xếp đơn vị hành chính cấp huyện, cấp xã của tỉnh Ninh Bình giai đoạn 2023 – 2025 (nghị quyết có hiệu lực từ ngày 1 tháng 1 năm 2025). Theo đó, thành lập thành phố Hoa Lư thuộc tỉnh Ninh Bình trên cơ sở thành phố Ninh Bình và huyện Hoa Lư. Phường Tân Thành trực thuộc thành phố Hoa Lư.

## Kinh tế
Tân Thành hiện là phường có tốc độ đô thị hóa và phát triển mạnh của thành phố Hoa Lư với khu đô thị Tân An, công viên văn hóa Tràng An và các công trình hạ tầng thuộc dự án khu du lịch Tràng An.
Chợ Đón nằm tại đường Lương Văn Tuy là chợ trong danh sách các chợ loại 1, 2, 3 ở tỉnh Ninh Bình.

### Dự án
- Khu đô thị mới Tân An hiện đang được xây dựng trên địa bàn phường.
- Khu công viên văn hóa Tràng An được quy hoạch với diện tích trên 288 ha thuộc các phường Ninh Khánh, phường Tân Thành và các xã Ninh Nhất, Ninh Hải. Công viên văn hóa Tràng An được xây dựng gồm nhiều phân khu chức năng như: khu quản lý điều hành, khu cây xanh công viên, khu dịch vụ, khách sạn,...

## Du lịch
- Phố cổ Hoa Lư: tọa lạc tại khu vực núi Kỳ Lân, phường Tân Thành, thành phố Hoa Lư. Khu phố mang dáng vẻ như bối cảnh những bộ phim cổ trang. Khu phố cổ Hoa Lư được phục dựng, mô phỏng và tái hiện lại nét kiến trúc, văn hóa, lịch sử nước Đại Cồ Việt trong những năm thế kỷ thứ X. Kể từ khi đưa vào khai thác từ năm 2022, phố cổ Hoa Lư thu hút đông đảo khách du lịch.
- Chùa Đẩu Long: thuộc phường Tân Thành, cùng với chùa A Nậu là một trong 2 chùa của thành phố được xếp bằng di tích văn hóa cấp quốc gia. Chùa này cùng với chùa Linh Cốc, chùa A Nậu, chùa Dầu, chùa Tháp là những chùa thời Trần còn lại trên đất Ninh Bình.
- Sân vận động Ninh Bình là sân nhà của Câu lạc bộ bóng đá Ninh Bình.

## Hình ảnh

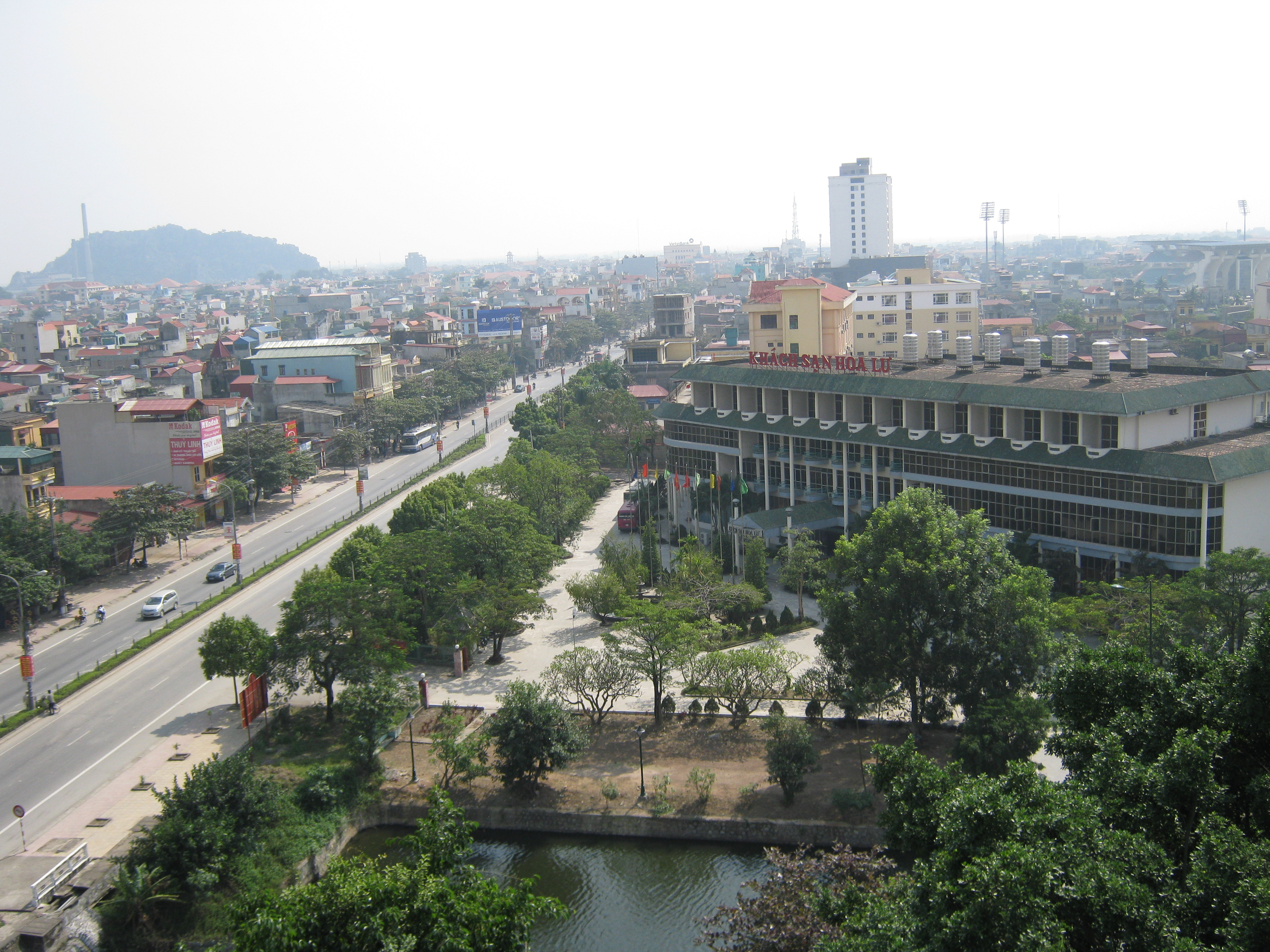
Quốc lộ 1
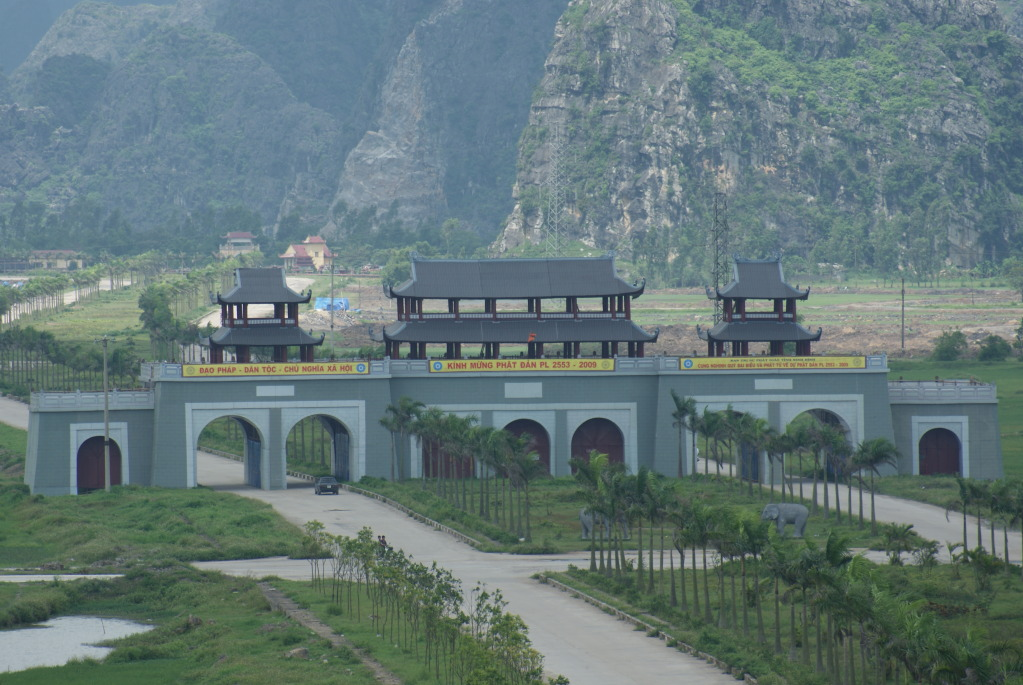
Dường vào Tràng An
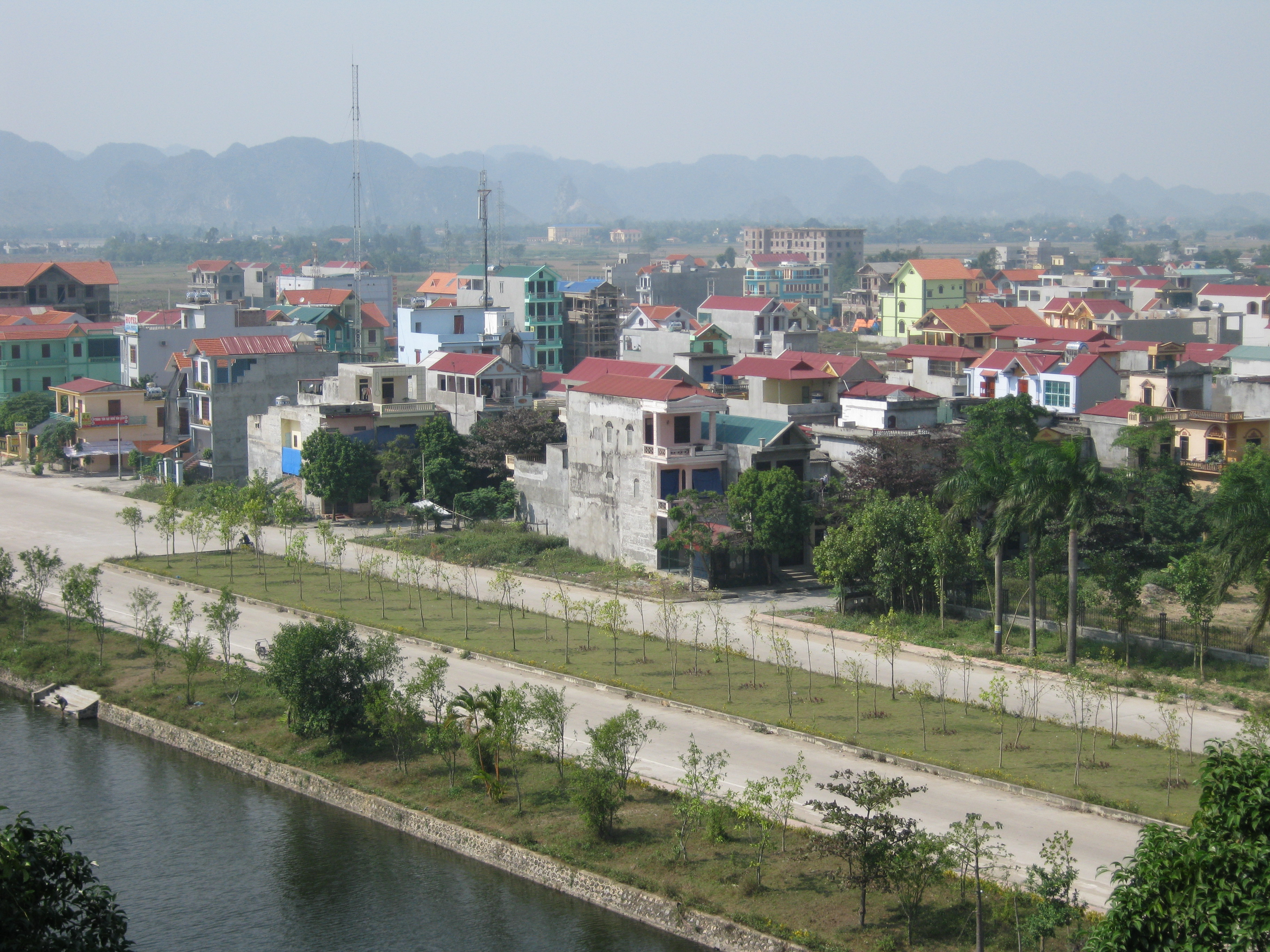
Đường bắc hồ Kỳ Lân
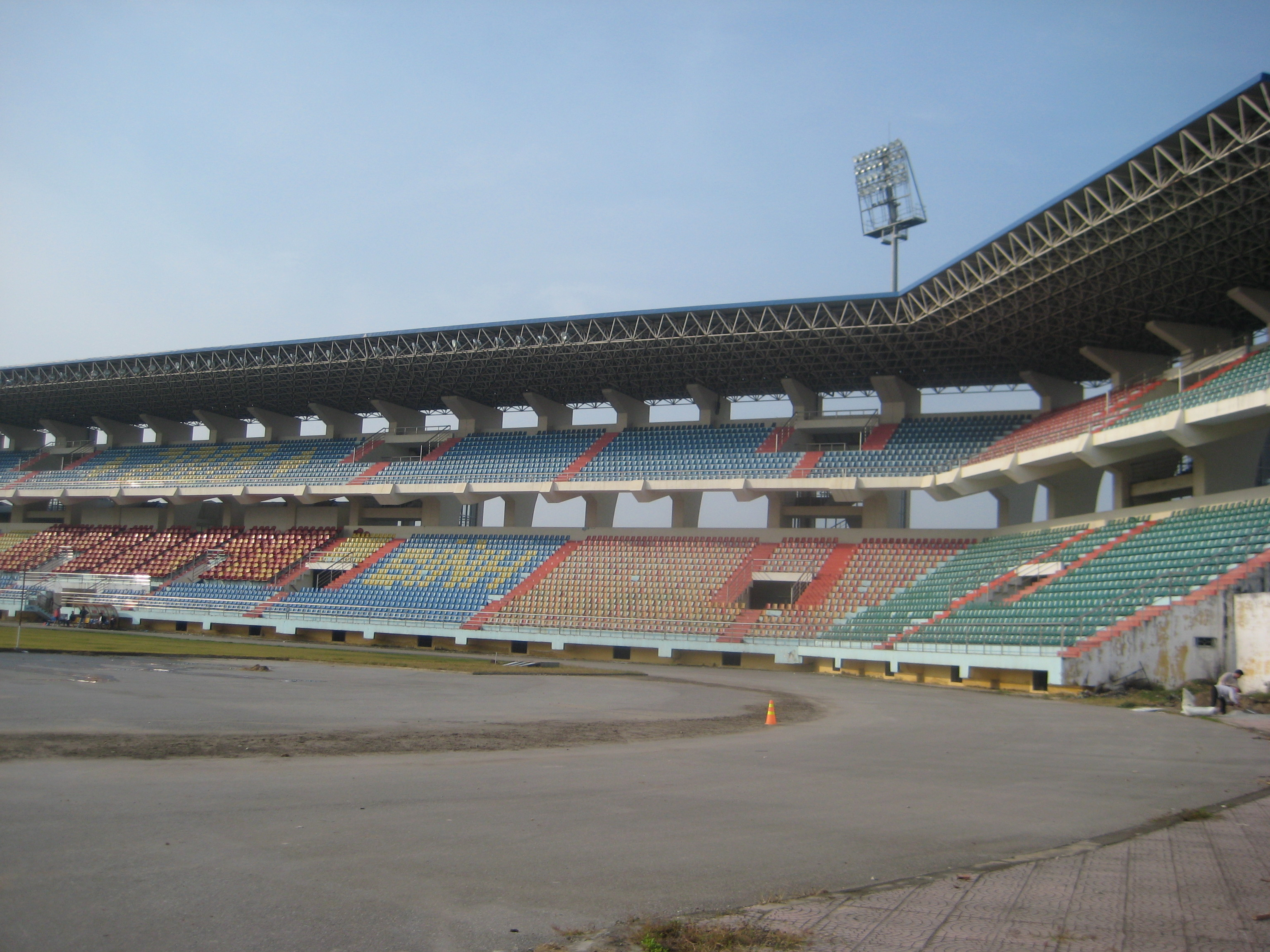
Sân vận động Ninh Bình